# Рафаел Гарса Гутијерез
Рафаел Гарса Гутијерез (Мексико Сити, 13. децембра 1896 — Мексико Сити, 3. јула 1974), надимка "Рекорд", био је мексички фудбалер и тренер. Он је, заједно са осталим члановима породице Гарса, препознат као оснивач Клуба Америка. Био је дефанзивац за тај клуб, као и за Фудбалску репрезентацију Мексика. По повлачењу, преузео је канцеларијску функцију свог вољеног клуба као извршни директор, а касније је у четири одвојена наврата био тренер националног тима. Такође је био и олимпијац.

## Клуб Америка
Гарса Гутијерез и група младића залагали су се за идеју о клубу Америка када су се 12. октобра 1916. (Колумбов дан; шпански, „Día del descubrimiento de America“ / „Дан открића Америке“) састали. Постојали су Гарзин „Рекорд“ (који ће касније постати његов лични надимак) и Нуњезова немачка „Унија“; консолидовали су снаге. Назив је произашао из значаја дана када је клуб основан.

## Фудбалска репрезентација Мексика
Гарсин рани успех скренуо је пажњу оних који су заговарали идеју националног тима који ће представљати Мексико на међународним такмичењима. Овим тимом ће управљати Мексичка фудбалска федерација (ФЕМЕКСФУТ). Када је створена 1927. Гарса је изабран за првог селектора, иако је неформално тренирао тадашњи тим од 1923. На својој функцији наставио је до 1928. Играо је као дефанзивац на првом ФИФА-ином светском купу, одржаном у Уругвају 1930. После пензионисања као играч, наставио је да тренира мексичку репрезентацију три пута (1934–35, 1937 и 1949).

## Летње олимпијске игре 1928. - Амстердам
Био је у фудбалској репрезентацији коју је Мексико послао да се такмичи на Олимпијским летима 1928.